# Восходский сельский округ
Восходский сельский округ (каз. Восход ауылдық округі) — административная единица в составе Акжарского района Северо-Казахстанской области Казахстана. Административный центр — село Восходское.
Население — 609 человек (2009, 1348 в 1999, 2074 в 1989).

## История
Восходский поселковый совет образован 11 января 1957 года указом Президиума Верховного Совета Казахской ССР. 24 декабря 1993 года решением главы Кокчетавской областной администрации образован Восходский сельский округ.
В состав сельского округа была присоединена территория ликвидированного Кузбасского сельского совета (село Кузбасское).

## Состав
В состав округа входят такие населенные пункты:
| Населенный пункт | Население, человек (1989) | Население, человек (1999) | Население, человек (2009) |
| ---------------- | ------------------------- | ------------------------- | ------------------------- |
| Аксай, село      | 818                       | 499                       | 203                       |
| Восходское, село | 1256                      | 849                       | 406                       |